# دنی ان گوسان
دنی ان گوسان (انگلیسی: Dany N'Guessan؛ زادهٔ ۱۱ اوت ۱۹۸۷) بازیکن فوتبال اهل فرانسه است.
از باشگاه‌هایی که در آن بازی کرده‌است می‌توان به باشگاه فوتبال چارلتون اتلتیک، باشگاه فوتبال لاریسا، باشگاه فوتبال دونکستر راورز، باشگاه فوتبال سوئیندون تاون، باشگاه فوتبال اسکانتورپ یونایتد، باشگاه فوتبال ساوت‌همپتون، باشگاه فوتبال رنجرز، باشگاه فوتبال لینکولن سیتی، باشگاه فوتبال اوسر، باشگاه فوتبال میلوال، باشگاه فوتبال بوستون یونایتد، باشگاه فوتبال پورت ویل، و باشگاه فوتبال لستر سیتی اشاره کرد.